# جبريل ديفيس دوس سانتوس
جبريل ديفيس دوس سانتوس (23 أكتوبر 1989 في البرازيل - ) هو لاعب كرة قدم برازيلي في مركز الوسط. لعب مع نادي بوليس تيرو ونادي جوفنتودي وLuverdense Esporte Clube ‏ وTupi Football Club ‏ ونادي غريميو بارويري ونادي أوبيرابا الرياضي وPorto Alegre Futebol Clube ‏ وفيلا نوفا أتليتيكو ‏ ونادي بوا إيسبورت.

## وصلات خارجية
- جبريل ديفيس دوس سانتوس على موقع قاعدة بيانات كرة القدم.إي يو (الإنجليزية)
- جبريل ديفيس دوس سانتوس على موقع Soccerway.com (الإنجليزية)